# Mendavia
Mendavia – gmina w Hiszpanii, w Nawarze, o powierzchni 78,33 km². W 2011 roku gmina liczyła 3726 mieszkańców.